# X (Google)
X — компанія, що знаходиться під контролем компанії Google. Штаб-квартира проєкту розташовується приблизно за півмилі від головного корпусу Google. Робота в лабораторії знаходиться під контролем Сергія Бріна, одного із співзасновників Google. 

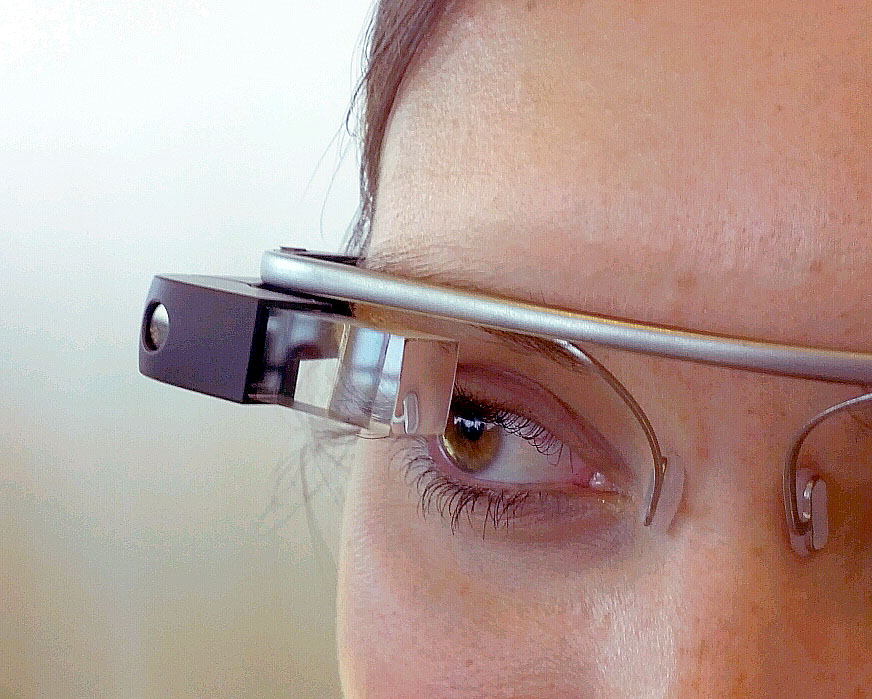
Окуляри доповненої реальності

Як повідомляється, список розробок включає в себе 100 проєктів, що відносяться до майбутніх технологій, таких як самокерований автомобіль, окуляри доповненої реальності та нейронна мережа, які підтримують розпізнавання мови, виявлення об'єктів у відео і веб-підтримку навколишньої дійсності.
У 2011 році компанія Google розкрила свої плани щодо створення космічного ліфта на базі секретної лабораторії Google X.
На 23 травня 2013 компанія Google придбала Makani Power, американську компанію, яка виготовляє вітрові турбіни, що виробляють енергію з відновлювальних джерел.
Виявляється, в Google X на повному серйозі розглядали можливість розробки левітації та телепортації. Як говорить директор лабораторії, доктор Астро Теллер, він і його колеги дійсно розглядали таку можливість, однак телепортацією вони перестали займатися тому, що об'єкт, який телепортується, повинен бути повністю зруйнований перед тим, як буде знову зібраний в точці призначення.
Репортер з Bloomberg Businessweek відвідав штаб-квартиру проєкту в 2013 році і описав її як «звичайну двоповерхову будівлю з червоної цегли приблизно за півмилі від головного кампуса Google. Навпроти корпусу побудований фонтан і розташовуються ряди велосипедів, які співробітники використовують щоб дістатися головного кампуса».

## Список проєктів X

### Окуляри доповненої реальності
Окуляри доповненої реальності це дослідження та розробка програм компанією Google для дисплея доповненої реальності. Метою проєкту Glass є створення хендс-фрі пристрою, що за функціональністю відповідатиме найсучаснішим смартфонам і керуватиметься за допомогою голосових команд, рухів головою та віртуальною клавіатурою.

### Самокерований автомобіль
Самокерований автомобіль — це проєкт компанії Google, що включає в себе розробку технології для самокерованих авто. На даний момент проєкт очолює інженер Себастьян Трун, директор Лабораторії Штучного Інтелекту Стенфордського Університету та співзасновник Google Street View. Стенфордська команда Труна розробила роботичне авто «Stanley» та перемогла в 2005 році у DARPA Grand Challenge і отримала 2 млн. доларів призових від Департаменту оборони США. Команда, що розробляла цю систему складалася з 15 інженерів, що працюють на Google.
Штат Невада у червні 2011 року прийняв закон, що стосується використання самокерованих авто у Неваді. Google розпочала просувати закони щодо водійських прав для самокерованих авто. Ліцензію вже отримала Toyota Prius — експериментально модифікована технологією самокерованих авто від Google. У серпні 2012 року, команда оголосила, що було протестовано самокероване авто, що вже має більш ніж 300,000 миль пробігу без надзвичайних ситуацій та близько 10 авто на дорозі у різні моменти часу.

### Нейронна мережа
Нейронна мережа — це штучний інтелект обчислювальних конструкцій, які імітують нейрони головного мозку тварин. Була вперше сформульована в 1940-их, і вперше досліджена в 1950-их і 1960-их на обчислювальних машинах. Але технологія потрапила у немилість у перші роки ери цифрових технологій. Вона не розвивалась до кінця 1980-их. Технологія стала популярною знову, завдяки повторному відкриттю алгоритму зворотнього поширення.
Google, ймовірно, буде намагатися використовувати цю технологію для пошуку зображень. Компанія працює над різними способами відтворення штучного інтелекту, щоб мати можливість розпізнавати абстрактні елементи у цифрових зображеннях подібно до людського мозку.